# كلاوس ويبر
كلاوس ويبر (بالألمانية: Klaus Weber)‏ هو عالم كيمياء حيوية ألماني، ولد في 5 أبريل 1936 في وودج في بولندا، وتوفي في 8 أغسطس 2016 في غوتينغن في ألمانيا.